# Internazionali di Francia 1947
Gli Internazionali di Francia 1947 (conosciuti oggi come Open di Francia o Roland Garros) sono stati la 46ª edizione degli Internazionali di Francia di tennis. Si sono svolti sui campi in terra rossa dello Stade Roland Garros di Parigi in Francia.
Il singolare maschile è stato vinto da József Asbóth, che si è imposto su Eric Sturgess in tre set col punteggio di 8–6, 7–5, 6–4. Il singolare femminile è stato vinto da Patricia Todd, che ha battuto in tre set Doris Hart. Nel doppio maschile si sono imposti Eustace Fannin e Eric Sturgess. Nel doppio femminile hanno trionfato Louise Brough e Margaret Osborne duPont. Nel doppio misto la vittoria è andata a Sheila Piercey Summers in coppia con Eric Sturgess.

## Seniors

### Singolare maschile
József Asbóth ha battuto in finale  Eric Sturgess con il punteggio di 8–6, 7–5, 6–4.

### Singolare femminile
Patricia Todd ha battuto in finale  Doris Hart con il punteggio di 6–3, 3–6, 6–4.

### Doppio maschile
Eustace Fannin /  Eric Sturgess hanno battuto in finale  Tom Brown /  Bill Sidwell con il punteggio di 6–4, 4–6, 6–4, 6–3.

### Doppio Femminile
Louise Brough /  Margaret Osborne duPont hanno battuto in finale  Doris Hart /  Pat Canning Todd con il punteggio di 7–5, 6–2.

### Doppio Misto
Sheila Piercey Summers /  Eric Sturgess hanno battuto in finale  Jadwiga Jędrzejowska /  Christian Caralulis con il punteggio di 6–0, 6–0.